# Łazy, Hạt Myślibórz
Łazy [ˈwazɨ] (trước đây là Kolonie Loose của Đức) là một khu định cư ở khu hành chính của Gmina Dębno, thuộc quận Myślibórz, West Pomeranian Voivodeship, ở phía tây bắc Ba Lan. Nó nằm khoảng 5 kilômét (3 mi)   phía đông bắc Dębno, 22 km (14 mi) phía nam Myślibórz và 75 km (47 mi) phía nam thủ đô khu vực Szczecin.
Trước năm 1945, khu vực này là một phần của Đức. Đối với lịch sử của khu vực, xem Lịch sử của Pomerania.
Khu định cư có dân số 33 người.